# (6488) Drebach
(6488) Drebach ist ein Asteroid des Hauptgürtels, der vom deutschen Astronomen Freimut Börngen am 10. April 1991 an der Thüringer Landessternwarte Tautenburg (IAU-Code 033) im Tautenburger Wald entdeckt wurde. 
Der Asteroid wurde nach der Volkssternwarte Drebach in der Ortsmitte von Drebach benannt, zu der auch ein Planetarium gehört.